# Festuca chitagana
Festuca chitagana är en gräsart som beskrevs av Stancík. Festuca chitagana ingår i släktet svinglar, och familjen gräs. Inga underarter finns listade i Catalogue of Life.